# Säveån, nedre delen
Säveån, nedre delen este o arie protejată (arie specială de conservare — SAC, sit de importanță comunitară — SCI) din Suedia întinsă pe o suprafață de 34,1 ha, integral pe uscat.

## Localizare
Centrul sitului Säveån, nedre delen este situat la coordonatele 57°44′11″N 12°04′59″E / 57.7363°N 12.0831°E.

## Înființare
Situl Säveån, nedre delen a fost declarat sit de importanță comunitară în ianuarie 2002 pentru a proteja 1 specie de animale. Situl a fost protejat și ca arie specială de conservare în martie 2011.

## Biodiversitate
Situată în ecoregiunile boreală și continentală, aria protejată conține 1 habitat natural: Râuri naturale fino-scandinave.
La baza desemnării sitului se află o specie protejată de  pești: somonul (Salmo salar).